# Айн, Криста
Криста Айн (англ. Krista Ayne, род. 30 июля 1982, Статен-Айленд, Нью-Йорк) — американская эротическая модель и порноактриса
. Обладательница звания «Киска месяца» (Pet of the Month) в апреле 2006 года по версии журнала «Penthouse».

## Биография
Криста Айн родилась 30 июля 1982 года в Статен-Айленде, одном из районов города Нью-Йорка (штат Нью-Йорк). С девятилетнего возраста Криста выступала в роли модели, принимала участие в рекламных кампаниях для Verizon, Azzure Denim, Paco Jeans и других. В 2004 году снялась в музыкальном видеоклипе к синглу Джесси Маккартни «Beautiful Soul». В апреле 2006 года Айн стала обладательницей звания «Киска месяца».
С 2006 год Айн снялась в нескольких фильмах и телесериалах («Секс в большом городе», «Закон и порядок», «Клан Сопрано»), в основном в эпизодических ролях. Принимала участие в проектах телеканала Fuse и съёмках сериала «Z Rock», с бруклинской группой «ZO2»
. Криста Айн снималась в видеоклипах 50 Cent, Bon Jovi, Ашера, Counting Crows, а 2007 году клип на сингл рэпера Слимми Хендрикса (англ. Slimmie Hendrix) «Girls Kiss Girls», с её участием стал сенсацией на YouTube по мнению «Pittsburgh Post-Gazette».

## Фильмография
| Год  |   | Русское название  | Оригинальное название | Роль               |
| ---- | - | ----------------- | --------------------- | ------------------ |
| 2006 | ф | Аквариум          | Kettle of Fish        | Эпизодическая роль |
| 2007 | ф | Афганец           | Rockaway              | Зои                |
| 2008 | ф | Дурная биология   | Bad Biology           | Эпизодическая роль |
| 2008 | с | Z Rock            | Z Rock                | Эпизодическая роль |
| 2009 | ф | Истекающий кровью | The Bleeding          | Эпизодическая роль |